# Фрам (футбольный клуб)
«Фрам» (исл. Knattspyrnufélagið Fram) — исландский футбольный клуб из Рейкьявика. Один из самых старых и титулованных клубов Исландии. Является частью одноимённого спортивного сообщества.
Основан 1 мая 1908 года в городе Рейкьявике.
Домашний стадион — «Лёйгардальсвётлюр», вмещает 15182 зрителя.

## История

### Первые годы (1908—1928)
Футбольный клуб был создан весной 1908 года в центре города. Сначала в клубе состояло несколько мальчиков возрастом 13-15 лет, проживающих в районе Тьярнаргата. Один из членов группы, Питер Дж. Магнуссон, купил футбольный клуб, обеспечивая его всё лето. Первоначально футбольный клуб имел очень неформальную организацию. Первое официальное заседание руководства состоялось 15 марта 1909 года. В конце концов, клуб «Фрам» или «Кари» как его назвали изначально, стал настоящим футбольным клубом. Первое название клуба — «Кари», но позже оно было изменено на «Фрам», так клуб именуется до сих пор. Первый чемпионат был разыгран в 1912 году, его выиграл КР, «Фрам» занял вторую строчку в турнирной таблице.

## Достижения
- Чемпионат Исландии по футболу:
  - Победитель (18): 1913, 1914, 1915, 1916, 1917, 1918, 1921, 1922, 1923, 1925, 1939, 1946, 1947, 1962, 1972, 1986, 1988, 1990.
- Кубок Исландии по футболу:
  - Победитель (7): 1970, 1973, 1979, 1980, 1985, 1987, 1989.

## «Фрам» в еврокубках
Данные на 1 июля 2017 года
| Сезон   | Турнир          | Раунд | Соперник                        | 1 матч | 2 матч |
| ------- | --------------- | ----- | ------------------------------- | ------ | ------ |
| 1971/72 | Кубок кубков    | Пред. | «Хибернианс» Паола              | 0 : 3  | 2 : 0  |
| 1973/74 | Кубок чемпионов | 1Р    | «Базель» Базель                 | 0 : 5  | 2 : 6  |
| 1974/75 | Кубок кубков    | 1Р    | «Реал» Мадрид                   | 0 : 2  | 0 : 6  |
| 1976/77 | Кубок УЕФА      | 1Р    | «Слован» Братислава             | 0 : 3  | 0 : 5  |
| 1977/78 | Кубок УЕФА      | 1Р    | «Старт» Кристиансанн            | 0 : 6  | 0 : 2  |
| 1980/81 | Кубок кубков    | 1Р    | «Видовре» Видовре               | 0 : 1  | 0 : 2  |
| 1981/82 | Кубок кубков    | 1Р    | «Дандолк» Дандолк               | 2 : 1  | 0 : 4  |
| 1982/83 | Кубок УЕФА      | 1Р    | «Шемрок Роверс» Дублин          | 0 : 3  | 0 : 4  |
| 1985/86 | Кубок кубков    | 1Р    | «Гленторан» Белфаст             | 3 : 1  | 0 : 1  |
|         |                 | 2Р    | «Рапид» Вена                    | 0 : 3  | 2 : 1  |
| 1986/87 | Кубок кубков    | 1Р    | «Катовице» Катовице             | 0 : 3  | 0 : 1  |
| 1987/88 | Кубок чемпионов | 1Р    | «Спарта» Прага                  | 0 : 2  | 0 : 8  |
| 1988/89 | Кубок кубков    | 1Р    | «Барселона» Барселона           | 0 : 2  | 0 : 5  |
| 1989/90 | Кубок чемпионов | 1Р    | «Стяуа» Бухарест                | 0 : 4  | 0 : 1  |
| 1990/91 | Кубок кубков    | 1Р    | «Юргорден» Стокгольм            | 3 : 0  | 1 : 1  |
|         |                 | 2Р    | «Барселона» Барселона           | 1 : 2  | 0 : 3  |
| 1991/92 | Кубок чемпионов | 1Р    | «Панатинаикос» Афины            | 2 : 2  | 0 : 0  |
| 1992/93 | Кубок УЕФА      | 1Р    | «Кайзерслаутерн» Кайзерслаутерн | 0 : 3  | 0 : 4  |
| 2009/10 | Лига Европы     | 1Кв   | «ТНС» Ллансантфрайд             | 2 : 1  | 2 : 1  |
|         |                 | 2Кв   | «Сигма» Оломоуц                 | 1 : 1  | 0 : 2  |
| 2014/15 | Лига Европы     | 1Кв   | Нымме Калью                     | 0 : 1  | 2 : 2  |

- Домашние игры выделены жирным шрифтом